# Suze Randall
Susan „Suze” E Randall (ur. 18 maja 1946 w Worcesterze) – angielska modelka erotyczna i fotografka. Była pierwszą kobietą–fotografem dla magazynów – „Playboy” i „Hustler”. Jedna z pierwszych reżyserek filmów pornograficznych w historii; nakręciła Kiss and Tell (1980). Prezes witryny Suze Network z treściami dla dorosłych.

## Życiorys
Urodziła się i dorastała w Worcesterze w Anglii jako córka pielęgniarki i nauczyciela wychowania fizycznego w miejscowym college’u. Jako nastolatka przyjmowała jawną postawę buntowniczą przeciwko szkole; kłóciła się z dyrektorką, często była wyrzucana z zajęć, nosiła zły mundurek i robiła na drutach pod stołem, kiedy zajęcia były nudne. Po ukończeniu szkoły podjęła pracę jako pielęgniarka w szpitalu St. George’s w Londynie. Jej życie zmieniło bieg, kiedy w dniu jej 22. urodzin poznała swojego przyszłego męża i wieloletniego partnera, pisarza Humphry’ego Knipe’a. Wkrótce zareagowała na ogłoszenie w gazecie „International Times” i podjęła pracę jako modelka topless za 100 funtów dziennie. Następnie otrzymała pracę jako modelka w tygodniku dla kobiet „Petticoat Magazine”. W wieku 28 lat odbyła sesję modową dla magazynu „Vogue”. W 1972 zagrała au pair w melodramacie Érica Rohmera Miłość po południu (L’amour l’apres-midi).
Hobbystycznie uczyła się fotografii. Gdy ogólnokrajowa gazeta zauważyła, jak fotografuje za kulisami pomiędzy występami na wybiegu, poproszono o wykorzystanie niektórych jej zdjęć. Pracowała dla dziennika brytyjskiego „The Sun”. W 1976 podjęła współpracę z Hugh M. Hefnerem dla magazynu „Playboy”, a także Larrym Flyntem dla „Hustlera” i Bobem Guccione dla „Penthouse”.
Zrealizowała też kilka filmów erotycznych, w tym Kiss and Tell (1980), Stud Hunters (1984) z Blakiem Palmerem, Miss Passion (1984) z Ginger Lynn i Traci Lords, The Young & the Raunchy (2004) z Benem Englishem i Tory Lane, Sophisticated Sluts (2004) z Katsumi czy Three’s Cumpany (2005) z Mickiem Blue i Scottem Nailsem.
Jej fotomodelkami i fotomodelami byli m.in.: Aria Giovanni, Hakan Serbes, Jisel, Julian Andretti, Julie Strain, Racquel Darrian, Rocco Siffredi, Silvia Saint, Stormy Daniels, Sunny Leone, Tera Patrick, Tommy Gunn, Traci Lords czy Zdenka Podkapová. Współpracowała także z Capitol Records podczas realizacji teledysku Roberta Palmera.
Jako mąż, Humphry Knipe napisał jej biograficzną książkę Suze (1977), wyreżyserował wiele filmów erotycznych i pornograficznych sygnowanych jej imieniem i nazwiskiem pod pseudonimem Victor Nye, jak również zarządzał firmą Suzie Randall Production. Jej córka Holly Randall (ur. 1978) to fotografka aktów – pracuje u swojej matki, jak również prowadzi własną witrynę erotyczną.

## Nagrody i nominacje
| Rok  | Nagroda                           | Kategoria                                 | Film                           | Wykonawcy                                                                             | Rezultat  |
| ---- | --------------------------------- | ----------------------------------------- | ------------------------------ | ------------------------------------------------------------------------------------- | --------- |
| 1985 | Critics’ Adult Film Award         | Najlepsze scena erotyczna                 | Stud Hunters (1984)            | –                                                                                     | Wygrana   |
| 1985 | Adult Film Association of America | Najlepsze scena erotyczna                 | Stud Hunters (1984)            | –                                                                                     | Nominacja |
| 1985 | XRCO Award                        | Najlepsza scena seksu grupowego           | Stud Hunters (1984)            | Pippi Anderson, Paul Barresi, Blake Palmer, David Cannon, Steve Douglas i Dick Turpin | Wygrana   |
| 1985 | XRCO Award                        | Zmysłowe sceny lesbijskie                 | Stud Hunters (1984)            | Misty Regan i Debi Diamond                                                            | Nominacja |
| 2005 | AVN Award                         | Najlepsza scena triolizmu                 | Addicted to Sex (2004)         | Cytherea, Toni Ribas i Fallon Sommers                                                 | Nominacja |
| 2005 | NightMoves Award                  | Krajowa nagroda za całokształt twórczości | –                              | –                                                                                     | Wygrana   |
| 2006 | AVN Award                         | Najlepsza scena w parze                   | The Young & the Raunchy (2004) | Mr. Pete i Taylor Rain                                                                | Nominacja |